# Хенри Хадсон
Хенри Хадсон (енгл. Henry Hudson; Лондон, 12. септембар 1570 — 1611) је енглески истраживач и поморац. Открио је Хадсонов залив и Хадсонов пролаз. Претпоставља се да је погинуо у Хадсоновом заливу у Канади када се посада побунила против њега.

## Тражење североисточног пролаза
Рођен је у Лондону. Не зна се ништа о његовом раном животу, али се претпоставља да је провео неколико година на мору. каже се да је био кабински дечко са шеснаест година и да је постепено напредовао до капетана. Московска компанија у Енглеској је 1607. унајмила Хадсона да нађе североисточни пролаз до Кине. Хадсон је путовао 577 наутичких миља јужно од Северног пола и открио је Јан Мајеново острво, па се вратио кући у септембру. Јан Мајеново острво је касније постало део Норвешке. У то време се претпостављало да пошто Сунце сја шест месеци на северним ширинама да ће се лед отопити, па да ће бродови моћи да плове северним путевима до Кине и острва са зачинима. Енглези су тада били у сукобу са Шпанцима и Холанђанима око трговачких путева. Хадсон се искрцао на Свалбарду, а касније је ту нађен угаљ, а развио се и китолов. 
Хадсон је 1608. покушао други пут, али сада је настојао ићи уз северне обале Русије. Дошао је до Нове Земље, па је био присиљен да се врати. 

## У холандској служби
Холандска источноиндијска компанија га је одабрала 1609. да нађе источни пролаз до Азије. Речено му је да плови око Северног леденог океана северно од Русије у Пацифик па одатле до Далеког истока. Хадсон није могао да настави путовање због леда, који је препречио пут. Чули су били неке гласине, па су покушали да нађу југозападни пролаз кроз Северну Америку. Прешли су Атлантик и дошли су до залива Чесапик и Делавер. Хадсон је коначно закључио да не постоји водени пут кроз пола Северне Америке до Пацифика. Због тога је кренуо северно у Њујоршку луку и наставио реком Хадсон, па се морао вратити, када је река постала уска. 
Југозападни пролаз није ни ту нашао, јер такав није ни постојао. 
Током путовања Хадсон је трговао са домороцима и добијао је крзна и шкољке. Његово путовање је омогућило Холанђанима да полажу право на то подручје и на трговину крзнима у том подручју. Нови Амстердам и Менхетн су постали главни градови Нове Низоземске 1625.

## Откриће Хадсоновог пролаза и Хадсоновог залива
Хадсон је 1610. добио енглеску подршку за још једно путовање. Путовање су финансирали Вирџинија компанија и Британска источноиндијска компанија. Са својим новим бродом Дискавери кренуо је северно и дошао је 11. маја до Исланда, до југа Гренланда 4. јуна и онда се окренуо око јужног врха Гренланда. На северном врху Лабрадора дошао је 25. јуна до Хадсоновог пролаза. Следећи јужну обалу пролаза дошао је 2. августа до Хадсоновог залива. Ту је неколико месеци уцртавао у мапу и истраживао источне обале. У новембру је лед заробио брод у Џејмсовом заливу, па је посада морала да нађе место где да презими. 

Када се лед отопио у пролеће 1611. Хадсон је намеравао да настави са истраживањима, али посада је тражила да се врате кући. Посада се побунила у јуну 1611. Послали су Хадсона, његовог сина и седам Хадсоноу лојалних чланова посаде у малом отвореном чамцу. Нису им дали ни храну, ни воду ни оружје. Хадсона нико више није видео, аико су постојале тврдње да је виђен на реци Отави. Од побуњене посаде само су се осморица вратила жива кући. Ухапшени су, али нико од њих није био кажњен за Хадсонову смрт.